# Liste du patrimoine immobilier classé de Grez-Doiceau
Cette page regroupe l'ensemble du patrimoine immobilier classé de la ville belge de Grez-Doiceau.
| Objet | Année de construction / Architecte | Adresse                            | Section communale | Coordonnées                      | Numéro d’inventaire | Illustration |
| --- | ---------------------------------- | ---------------------------------- | ----------------- | -------------------------------- | ------------------- | --- |
| Domaine de Savenel à Nethen |                                    | Nethen                             |                   | 50° 47′ 18″ nord, 4° 40′ 19″ est | 25037-CLT-0001-01   | Domaine de Savenel à Nethen                                                                                           |
| Orgues de l'église Notre-Dame de Bossut à Bossut-Gottechain |                                    | Bossut-Gottechain                  |                   | 50° 45′ 42″ nord, 4° 41′ 41″ est | 25037-CLT-0002-01   | Image manquanteTéléverser                                                                                             |
| L'église Notre-Dame de l'Assomption (M) ainsi que l'ensemble formé par l'église et ses abords à Bossut-Gottechain (S)                                                                                                 |                                    | Bossut-Gottechain                  |                   | 50° 45′ 42″ nord, 4° 41′ 41″ est | 25037-CLT-0005-01   | L'église Notre-Dame de l'Assomption (M) ainsi que l'ensemble formé par l'église et ses abords à Bossut-Gottechain (S) |
| Ensemble formé par le château de Florival et les terrains environnants à Grez-Doiceau |                                    | Grez-Doiceau                       |                   | 50° 45′ 37″ nord, 4° 39′ 08″ est | 25037-CLT-0006-01   | Ensemble formé par le château de Florival et les terrains environnants à Grez-Doiceau                                 |
| Totalité de l'église Saint-Georges de Grez-Doiceau, y compris les orgues considérées comme immeuble par destination                                                                                                   |                                    |                                    |                   | 50° 44′ 17″ nord, 4° 41′ 48″ est | 25037-CLT-0007-01   | |
| Ensemble formé par le parvis de l'église Saint-Georges et la Place Publique y attenant à Grez-Doiceau |                                    | Grez-Doiceau                       |                   | 50° 44′ 19″ nord, 4° 41′ 44″ est | 25037-CLT-0008-01   | Ensemble formé par le parvis de l'église Saint-Georges et la Place Publique y attenant à Grez-Doiceau                 |
| Totalité des façades et toitures du presbytère de la paroisse Saint-Georges à Grez-Doiceau |                                    | Grez-Doiceau                       |                   | 50° 44′ 18″ nord, 4° 41′ 47″ est | 25037-CLT-0009-01   | Image manquanteTéléverser                                                                                             |
| Les quatre corps de bâtiment formant l'ensemble du moulin de Chapelle, de la machinerie, de la roue, des murs du bief et de la cour pavée (M) ainsi que l'ensemble formé par ces bâtiments et leurs abords à Biez (S) |                                    | Biez                               |                   | 50° 43′ 55″ nord, 4° 43′ 54″ est | 25037-CLT-0010-01   | Image manquanteTéléverser                                                                                             |
| Marais de Laurensart (+WAVRE/Wavre) |                                    |                                    |                   | 50° 43′ 50″ nord, 4° 38′ 07″ est | 25037-CLT-0012-01   | Image manquanteTéléverser                                                                                             |
| Motte médiévale de Nethen (SA) ainsi qu'une zone de protection (ZP) |                                    |                                    |                   | 50° 47′ 04″ nord, 4° 40′ 31″ est | 25037-CLT-0013-01   | Image manquanteTéléverser                                                                                             |
| Ancien château de la Motte à Grez-Doiceau |                                    | Grez-Doiceau                       |                   | 50° 44′ 46″ nord, 4° 39′ 37″ est | 25037-CLT-0014-01   | Image manquanteTéléverser                                                                                             |
| Orgue de l'église Saint-Pierre |                                    | Rue du Mont n°1 à Archennes        |                   | 50° 45′ 05″ nord, 4° 40′ 17″ est | 25037-CLT-0015-01   | Orgue de l'église Saint-Pierre                                                                                        |
| Orgue de l'église Saint-Antoine sise rue Constant Wauters n°16a à Pécrot |                                    | Rue Constant Wauters n°16a, Pécrot |                   | 50° 46′ 18″ nord, 4° 39′ 03″ est | 25037-CLT-0016-01   | Image manquanteTéléverser                                                                                             |
| Partie de la forêt de Meerdael se trouvant en territoire francophone |                                    |                                    |                   | 50° 47′ 37″ nord, 4° 40′ 52″ est | 25037-CLT-0017-01   | Image manquanteTéléverser                                                                                             |
| Le buffet et l'orgue de l'église Notre-Dame-de-l'Assomption |                                    |                                    |                   | 50° 45′ 42″ nord, 4° 41′ 41″ est | 25037-PEX-0001-03   | Image manquanteTéléverser                                                                                             |